# Суперкубок Італії з волейболу серед жінок 2016
21 розіграш Суперкубка Італії з волейболу серед жіночих команд відбувся 8 грудня 2016 року у Віллорбі (провінція Тревізо). За трофей боролися чемпіон Італії в сезоні 2015/2016 «Імоко Воллей» (Конельяно) і володар національного кубка «Фоппапедретті» (Бергамо). «Імоко» здобув першу перемогу в цьому турнірі.

## Учасники
| Команда         | Місто     | Досягнення                              |
| --------------- | --------- | --------------------------------------- |
| «Імоко Воллей»  | Конельяно | Чемпіон Італії в сезоні 2015—2016       |
| «Фоппапедретті» | Бергамо   | Володар кубка Італії в сезоні 2015—2016 |

## Матч
| Дата      | Час |                            | Рахунок |                           | Сет 1 | Сет 2 | Сет 3 | Сет 4 | Сет 5 | Всього | Звіт  |
| --------- | --- | -------------------------- | ------- | ------------------------- | ----- | ----- | ----- | ----- | ----- | ------ | ----- |
| 8.12.2016 |     | «Імоко Воллей» (Конельяно) | 3–1     | «Фоппапедретті» (Бергамо) | 22–25 | 25–18 | 25–22 | 25–22 |       | 97–87  | [ 1 ] |

| 1                | Серена Ортолані ()     | 11 |
| 2                | Саманта Брісіо         | 24 |
| 4                | Офелія Малінов         |    |
| 5                | Береніка Томся         | 7  |
| 6                | Еліза Челла            | 2  |
| 7                | Рафаела Фольє          | 13 |
| 8                | Катажина Скорупа       | 2  |
| 10               | Моніка Де Дженнаро (л) |    |
| 12               | Кароліна Костагранде   |    |
| 15               | Робін де Крюйф         | 20 |
| Резерв:          |                        |    |
| 9                | Сільвія Фіорі          |    |
| 11               | Анна Данезі            |    |
| 18               | Дженні Барацца         |    |
| Головний тренер: |                        |    |
| Давіде Маццанті  |                        |    |

| 2                | Санта Пінто (л)       |    |
| 4                | Лаура Партеніо        | 11 |
| 5                | Міна Попович          | 9  |
| 6                | Алессія Дженнарі      | 3  |
| 7                | Паола Кардулло        |    |
| 8                | Мартіна Гвіджі        | 7  |
| 14               | Елеонора Ло Б'янко () | 1  |
| 17               | Міріам Сілла          | 12 |
| 18               | Катажина Сковронська  | 18 |
| Резерв:          |                       |    |
| 1                | Єва Морі              |    |
| 9                | Анна Вентуріні        |    |
| 10               | Паола Паджі           |    |
| Головний тренер: |                       |    |
| Стефано Лаваріні |                       |    |